# لسوتو در المپیک تابستانی ۲۰۰۸
کاروان المپیکی لسوتو یکی از کاروان‌های شرکت‌کننده در بازی‌های المپیک تابستانی ۲۰۰۸ بود. این دوره از ۸ اوت تا ۲۴ اوت ۲۰۰۸ میلادی در شهر پکن ، پایتخت جمهوری خلق چین برگزار شد.

## شرکت‌کنندگان
فهرست زیر به کاروان لسوتو اشاره دارد.
| ورزش        | مردان | زنان | مجموع |
| ----------- | ----- | ---- | ----- |
| دو و میدانی | ۳     | ۱    | ۴     |
| بوکس        | ۱     | ۰    | ۱     |
| مجموع       | ۴     | ۱    | ۵     |